# Thúy Nonnemann
Thúy Nonnemann (* 28. Juli 1938 in Hải Dương, Provinz Hải Dương, Vietnam) ist eine deutsche, in Berlin lebende Menschenrechtlerin und Migrationsexpertin vietnamesischer Herkunft.

## Leben
Nonnemann wurde in Vietnam geboren und flüchtete in den 1960er Jahren nach Deutschland, wo sie 1968 in Berlin einen Deutschen heiratete.
Neben ihrer Tätigkeit als Bankangestellte eines Berliner Unternehmens unterstützt sie seit Mitte der 1970er Jahre ehrenamtlich Flüchtlinge bei ihren Migrationsbemühungen.
Nach ihrem Ruhestand 2003 widmet sie sich ihrem Ehrenamt unter anderen im Migrationsrat Berlin-Brandenburg (MRBB).
Seit 2005 ist Nonnemann Mitglied der Berliner Härtefallkommission und bietet seither für Menschen, die unter anderem von Abschiebung bedroht sind, kostenlose Beratung durch den Migrationsrat Berlin-Brandenburg an.
Nonnemann ist Mitglied im Anstaltsbeirat Moabit und externe Mitarbeiterin in der Justizvollzugsanstalt Tegel. Außerdem ist sie Gruppenleiterin einer Arbeitsgruppe für vietnamesische Langzeitinhaftierte und seit 2007 Mitglied des Berliner Vollzugsbeirats.
Nonnemann ist seit 2006 Dozentin für Interkulturelle Kompetenz bei der Senatsverwaltung für Justiz und Verbraucherschutz und bildet Justizvollzugsbeamte fort.
Am 1. Oktober 2013 wurde sie durch den Berliner Senat mit dem Verdienstorden des Landes Berlin für ihr außergewöhnliches Engagement ausgezeichnet.
Am 13. Oktober 2016 ging Frau Thúy Nonneman in Ruhestand.

## Auszeichnungen
- 2013 Bezirksmedaille des Bezirks Berlin Friedrichshain-Kreuzberg[5]
- 2013:  Verdienstorden des Landes Berlin[6]